# Hanky code

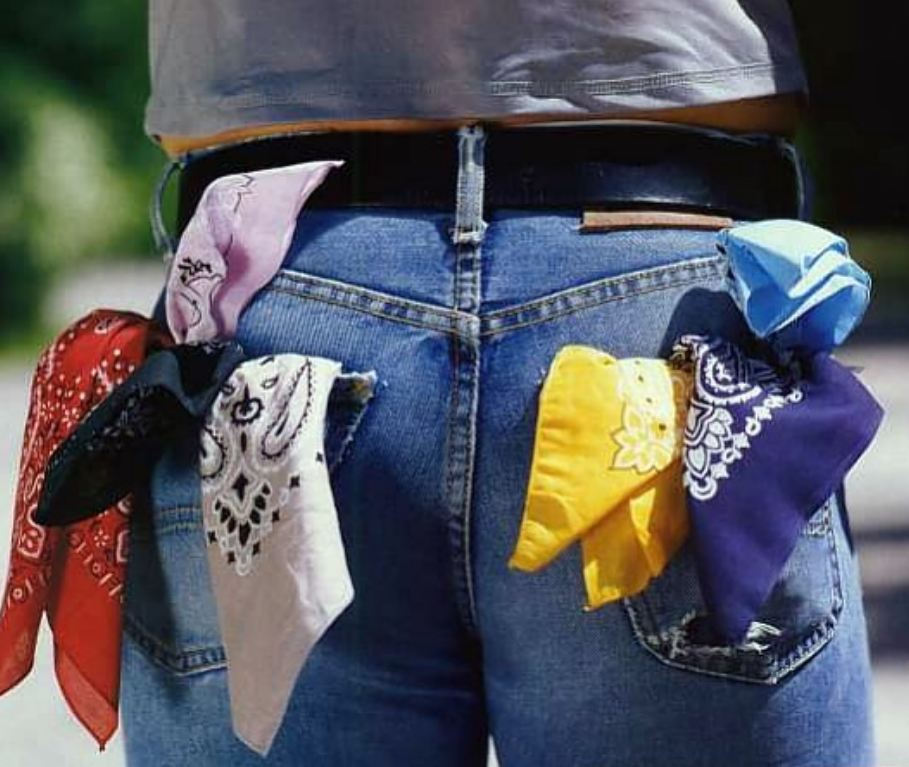
L'omu cù parechje panni nantu à ellu, indicendu un desideriu di pugnu.

Hanky code (též kapesníkový kód) je neverbální rozlišovací znamení homosexuálů. Pomocí barevných šátků v kapse kalhot muži poznají, o co má druhý zájem. Šátek umístěný vlevo vyjadřuje aktivní roli, šátek umístěný vpravo pasívní roli. Alternativou je uvázání šátku kolem krku, kde roli určuje směr uzlu, nebo uvázání kolem zápěstí. Obě role se vyjadřují uvázáním kolem krku s uzlem směřujícím dolů. V dnešní době už se moc nepoužívá.

## Vznik
Za pravděpodobný počátek kódování šátkem se počítá okolí San Francisca v období zlaté horečky. Z nedostatku žen se běžně při večerních zábavách stávalo, že spolu tancovali dva muži. Aby se urychlilo domlouvání rolí v tanci, muži nosili v zadní kapse, kolem krku, nebo kolem zápěstí šátky. Muži s červeným šátkem tancovali dámské kroky, zatímco muži s modrými šátky tancovali pánské kroky. Možný je ale vznik v sedmdesátých letech v New Yorku. V gay klubech se z praktického důvodu rozlišovali pasivní a aktivní muži podle umístění klíčů od domu - aktivové/dominanti na levé straně, pasivové/submisivní na pravé straně. Novinář z Village Voice jednou poznamenal, že by bylo praktičtější, kdyby se nějakým kódem mimo role určovaly i záliby.

## Využití
Buď jak buď, Hanky codes se rychle rozšířily a staly populárními v celé gay komunitě. Za léta používání se vyvinulo mnoho různých barev pro různé záliby. Často se význam liší jen podle drobností odstínu, aby se zahrnuly všechny možné záliby, a přibylo u rozlišování materiálem (kůže pro kožeňáky, samet pro porno herce, atp.) či předmětem (spodní prádlo pro fetišisty, klíče pro zajištěné, atp.). Existuje ale mnoho různých seznamů podle místa vzniku a komunity, které se ve mnoha specifických zálibách liší. Základní barvy pro hlavní záliby se ale vždy shodují.
Obliba hanky codes ale postupem času opadla díky rozkvětu gay kultury, který odstranil nutnost skrývání a tajných kódů, i vlivem moderních technologií, které přenesly rozlišování zálib na profily internetových seznamovacích portálů.

## Tabulka barevných významů
| barva      | význam                         |
| ---------- | ------------------------------ |
| bílá       | vzájemná onanie / bezpečný sex |
| žlutá      | pissing                        |
| hořčicová  | velký penis                    |
| růžová     | hrátky s dildem                |
| červená    | fisting                        |
| blankytná  | orální sex                     |
| tmavomodrá | anální sex                     |
| khaki      | hrátky v uniformě              |
| hnědá      | scat                           |
| šedivá     | svazování                      |
| černá      | hrátky s/m                     |

## Odraz v popkultuře
- Ve filmu Na lovu (Cruising, 1980) přijde detektiv Steve Burns (Al Pacino) do obchodu a prodavač kapesníků (Powers Boothe) mu vysvětlí kód kapesníků.
- Počátkem 80. let 20. století frontman skupiny Judas Priest Rob Halford kapesníkový kód začlenil do svého pódiového kostýmu.[4] Ve videoklipu k písni Heading Out to the Highway je Halford vidět s červeným kapesníkem v levé kapse.